# Randy Johnson
Randall David Johnson, né le 10 septembre 1963 à Walnut Creek, Californie (États-Unis), est un lanceur partant gaucher des Ligues majeures de baseball. Joueur de 1988 à 2009, il est élu au Temple de la renommée du baseball en 2015.
Surnommé The Big Unit en raison de sa très grande taille (6 pieds 10 pouces, soit 2,08 m), il a gagné 303 parties en 22 saisons et lancé deux matchs sans point ni coup sûr, dont un match parfait. Il est l'un des 24 lanceurs de toute l'histoire du baseball à avoir remporté 300 matchs ou plus.
Quintuple vainqueur du trophée Cy Young, il est un des cinq lanceurs à l'avoir remporté dans les deux ligues, l'Américaine et la Nationale. Il arrive présentement au 2e rang de l'histoire du baseball pour les retraits sur des prises par un lanceur,, et occupe le premier rang de tous les temps chez les lanceurs gauchers. En 2001, il a remporté la Série mondiale avec Arizona et a été élu joueur par excellence de la Série mondiale.
Au moment de sa retraite, il occupait le 22e rang de l'histoire pour les victoires et avait le 5e plus haut total parmi les lanceurs gauchers.

## Biographie

### Débuts
Randy Johnson joue au baseball et au basketball au high school, excellant dans les deux sports. Il optera pour le baseball, où déjà il se démarque en retirant sur des prises au cours de l'année 1982 un impressionnant total de 121 frappeurs en seulement 66 manches lancées. À son dernier départ à l'école secondaire, il réussit une partie parfaite. Par la suite, il évoluera pour l'Université de la Californie méridionale (University of Southern California).
Randy Johnson entreprend sa carrière dans les majeures le 15 septembre 1988 avec les Expos de Montréal, avant d'être échangé aux Mariners de Seattle en 1989 contre un autre lanceur, Mark Langston. À cette époque, les Expos, impliqué dans une course au championnat, n'hésitent pas à sacrifier un de leurs plus beaux espoirs pour faire l'acquisition d'un joueur d'expérience censé les aider dans le dernier droit de la saison. Cet échange s'avérera un des plus mauvais de l'histoire de l'équipe montréalaise.

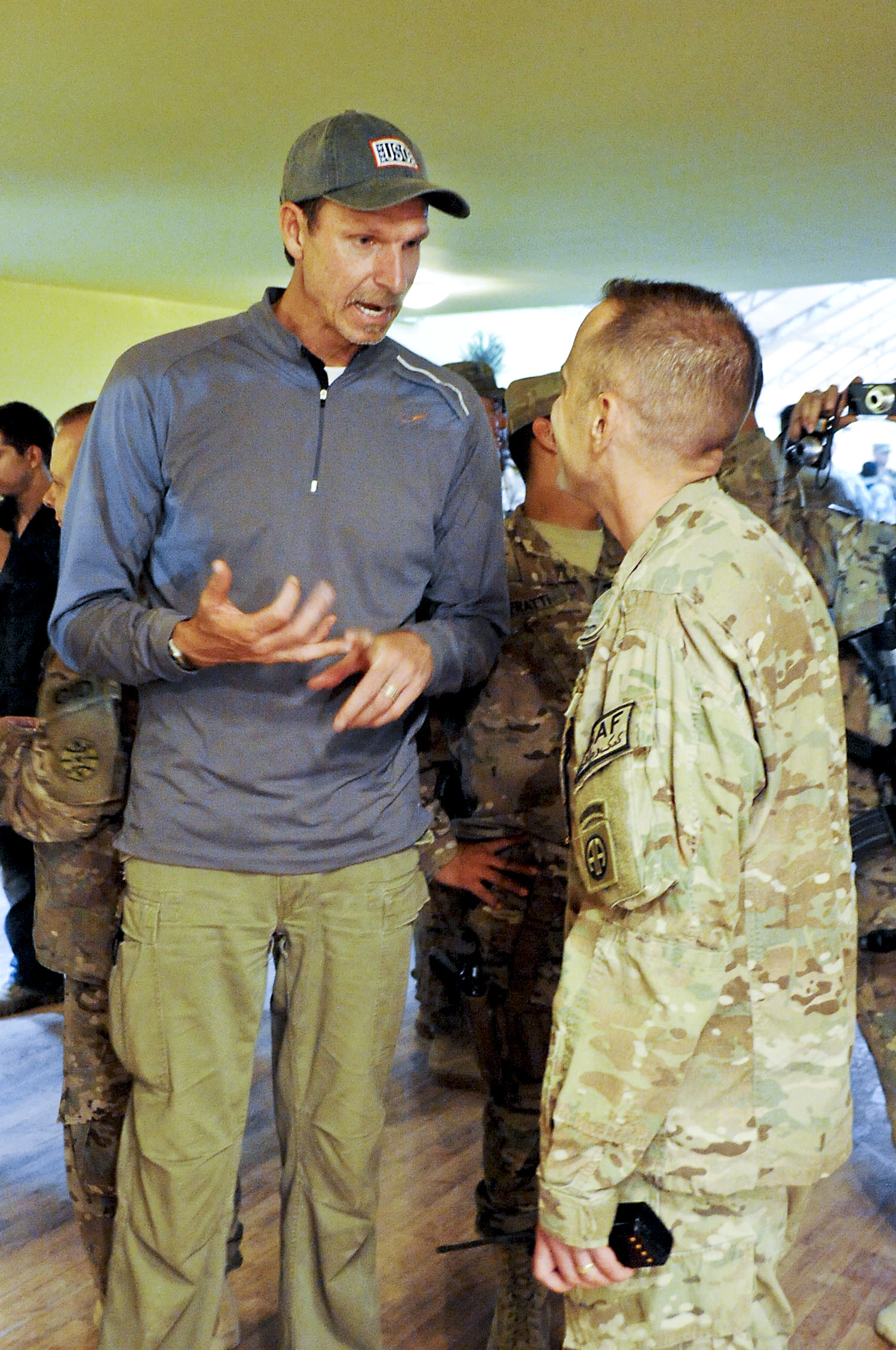
À gauche, Randy Johnson en 2012.

Johnson doit son surnom, The Big Unit, à son coéquipier chez les Expos, Tim Raines, qui l'a qualifié ainsi après être accidentellement entré en collision avec lui pendant un entraînement. Du haut de ses 209 centimètres (6 pieds 10 pouces), Johnson était à ses débuts le joueur le plus grand à avoir évolué dans les majeures. Depuis le 2 avril 2002, Jon Rauch, un lanceur grand de 211 centimètres (6 pieds 11 pouces), est le plus grand joueur à avoir joué dans les majeures.

### Mariners de Seattle
Tout comme dans les rangs mineurs, Johnson éprouve certains problèmes de contrôle en début de carrière dans les majeures, terminant premier trois années d'affilée dans la Ligue américaine au chapitre des buts-sur-balles accordés. Entre 1988 et 1992 il gagne 49 parties, mais encaisse la défaite dans 48 décisions avec les Mariners. Johnson donnera beaucoup de crédit à Nolan Ryan, aujourd'hui membre du temple de la renommée du baseball pour les années de succès qui suivirent. Johnson se verra offrir les conseils du vétéran en fin de carrière, qui suggéra au jeune lanceur de modifier légèrement sa motion.
Le 2 juin 1990, il lance son premier match sans point ni coup sûr dans une victoire de 2-0 des Mariners sur les Tigers de Detroit.
En 1993, Johnson présente un dossier de 19-8, avec 308 retraits sur des prises, la première de ses six saisons de 300 ou plus. Avec Seattle, il remporte 84 parties entre 1993 et 1998, contre à peine 31 défaites.

### Astros de Houston
Le 31 juillet 1998, les Mariners, avec qui Johnson écoule la dernière année de son contrat avant de devenir joueur autonome, échangent leur lanceur vedette aux Astros de Houston en retour de Freddy García, Carlos Guillén et un joueur à être nommé plus tard (John Halama). Les Astros sont dans une course au championnat, qu'ils remporteront avec l'ajout de Johnson, qui compile un impressionnant dossier de 10-1 avec l'équipe texane, maintenant sa moyenne de points mérités à 1,28. Le gaucher terminera 7e dans le vote pour le trophée Cy Young dans la Nationale, malgré le fait qu'il n'a joué que deux mois dans cette ligue au cours de la saison. 
En éliminatoires, cependant, Johnson perd ses deux décisions, et ce malgré une moyenne de points mérités de 1,28 et 17 retraits au bâton en deux départs. Son équipe ne lui donne que deux points, dans des défaites de 2-1 et 6-1 lors des matchs #1 et #3 d'une série de division perdue en 4 parties aux mains des Padres de San Diego.

### Diamondbacks de l'Arizona

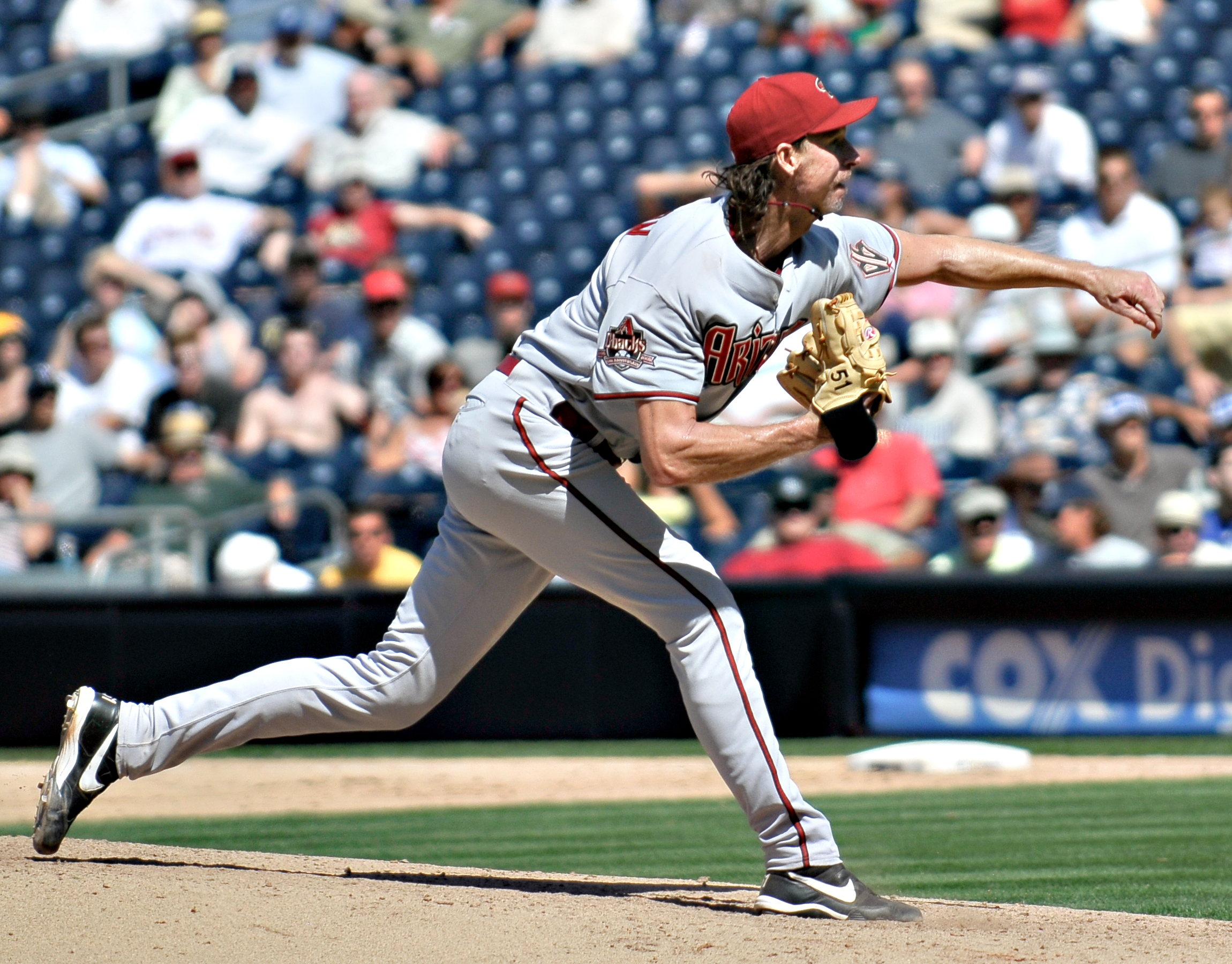
Randy Johnson en 2008 avec les Diamondbacks de l'Arizona.

Durant la saison morte, Randy Johnson signe un contrat de 52,4 millions de dollars pour quatre ans avec les Diamondbacks de l'Arizona, une équipe d'expansion qui amorce en 1999 sa deuxième saison d'existence. Il s'agit jusqu'en 2014 du contrat le plus lucratif jamais accordé par les Diamondbacks.
Le gaucher remporte 17, 19, 21 et 24 parties aux cours de ces quatre saisons, étant élu les 4 fois le meilleur lanceur de la ligue en tant que récipiendaire du Trophée Cy Young.

#### Saison 2001
Johnson enregistre 372 retraits sur des prises en 2001, soit le meilleur total depuis les 383 de Nolan Ryan en 1973, et le plus haut total par un gaucher depuis les 382 de Sandy Koufax, également en 1973. Johnson établit un record des majeures pour le ratio retraits sur des prises/manches lancées, avec 372 retraits au bâton en 249,2 manches.
Le 8 mai 2001 il retire 20 frappeurs sur des prises, une marque partagée seulement par Roger Clemens et Kerry Wood. Cette rencontre se poursuivit en manches supplémentaires et que, pour cette raison, Johnson ne fut pas considéré comme nouveau codétenteur du record puisqu'une prolongation avait eu lieu. Depuis, la chose a été revue en faveur de Johnson, puisque ses 20 retraits au bâton ont été réussis durant les neuf premières manches réglementaires.
En 2001, les Diamondbacks se qualifient pour la Série mondiale où Johnson remporte les 2e et 6e parties contre les puissants Yankees de New York. La série était à égalité -trois victoires de chaque côté- après 6 parties. Curt Schilling entreprend la 7e au monticule pour les Diamondbacks, alors que Roger Clemens est le partant pour les Yankees. Johnson sera appelé en relève à Schilling et Miguel Batista (qui n'aura affronté qu'un seul frappeur) alors que les Backs tirent de l'arrière 2-1. Arizona marquera deux points en fin de neuvième pour remporter dans le maximum de 7 matchs cette Série mondiale. Ayant récolté une 3e victoire, sur les quatre remportées par les nouveaux champions, Randy Johnson est désigné joueur par excellence de la Série mondiale, un honneur décerné habituellement à un seul joueur mais qui sera, chose rare, partagé cette année-là avec un coéquipier, Curt Schilling.

#### Saison 2002
Ses vingt-quatre victoires en 2002 est le meilleur total depuis 1990. Le 23 août, il retire trois frappeurs sur des prises en 9 lancers consécutifs -le minimum possible- lors de la 6e manche d'un match remporté 3-2 sur les Cubs de Chicago. Il n'est que le 30e lanceur de toute l'histoire du baseball à réussir cet exploit.

#### Saison 2004
En 2004, les Diamondbacks croupissent dans les bas fonds du classement et terminent avec un dossier catastrophique de 51-111. Avec une fiche de 16 victoires contre 14 défaites, Johnson aura donc été crédité de 31,3 % des victoires de son équipe, le plus haut pourcentage depuis que Steve Carlton, membre du temple de la renommée du baseball eut remporté 45,8 % des victoires de son équipe lors de la difficile saison 1972 des Phillies de Philadelphie.
Le 18 mai 2004, Randy Johnson lance un match parfait contre les Braves d'Atlanta, dans une victoire de 2 à 0. À 40 ans, il devient le lanceur le plus âgé ayant réalisé un match parfait. De plus, il devient grâce à ce match parfait le 5e artilleur (après Cy Young, Jim Bunning, Roger Clemens et Hideo Nomo) de l'histoire à avoir réussi une partie sans coup sûr dans chacune des deux ligues.

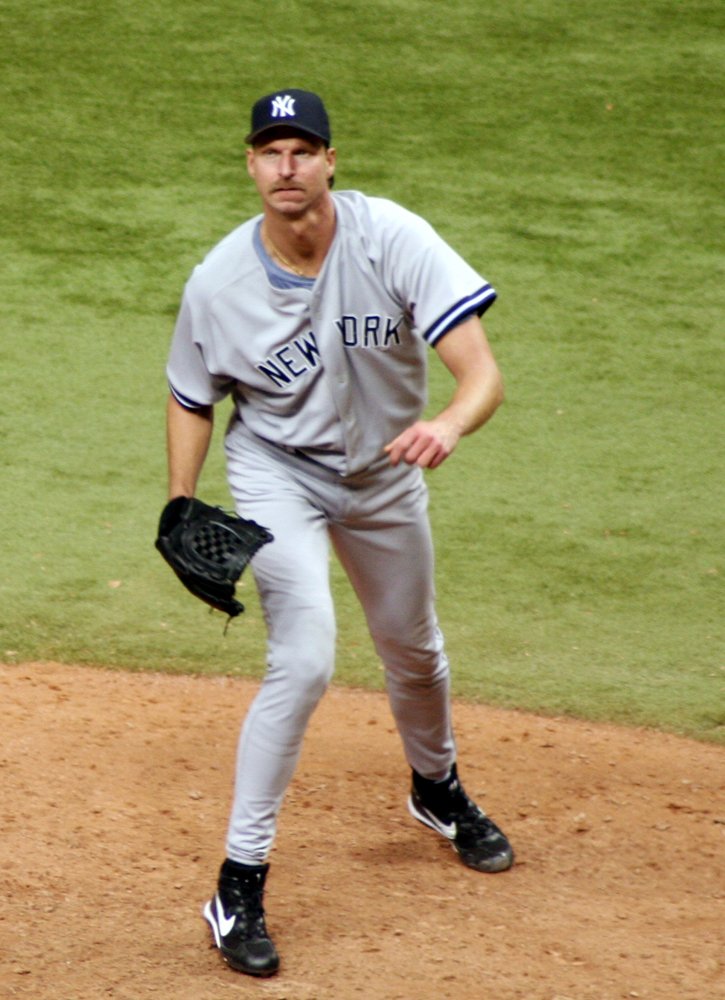
Randy Johnson dans l'uniforme des Yankees de New York.

La saison 2004 voit aussi Johnson battre le record de Steve Carlton de 4136 retraits sur des prises par un lanceur gaucher. Le record de tous les temps est cependant détenu par le droitier Nolan Ryan, et un autre droitier, Roger Clemens, devançait de très peu Johnson au chapitre des retraits au bâton au début de la saison 2008.

### Yankees de New York
2004 fut la dernière saison de Johnson avec les Diamondbacks avant un séjour de deux années chez les Yankees, où il remporta 17 parties en 2005, puis en 2006.

### Retour chez les Diamondbacks
Le grand gaucher est revenu aux Diamondbacks en 2007. Sa fiche fut 4-3 et, ennuyé par des maux de dos, il rata la moitié de la saison. Il a entrepris la saison 2008 avec la formation de l'Arizona.
Le 29 mai 2008, Johnson retire neuf frappeurs des Giants de San Francisco sur des prises. En évinçant Dan Ortmeier pour la troisième fois du match, il atteint les 4672 retraits au bâton en carrière, et rejoint le retraité Roger Clemens au second rang de l'histoire des majeures.
Johnson a effectué 30 départs en 2008, pour un dossier de 11-10 avec une moyenne de points mérités de 3,91. Il a retiré 173 frappeurs sur des prises.

### Giants de San Francisco

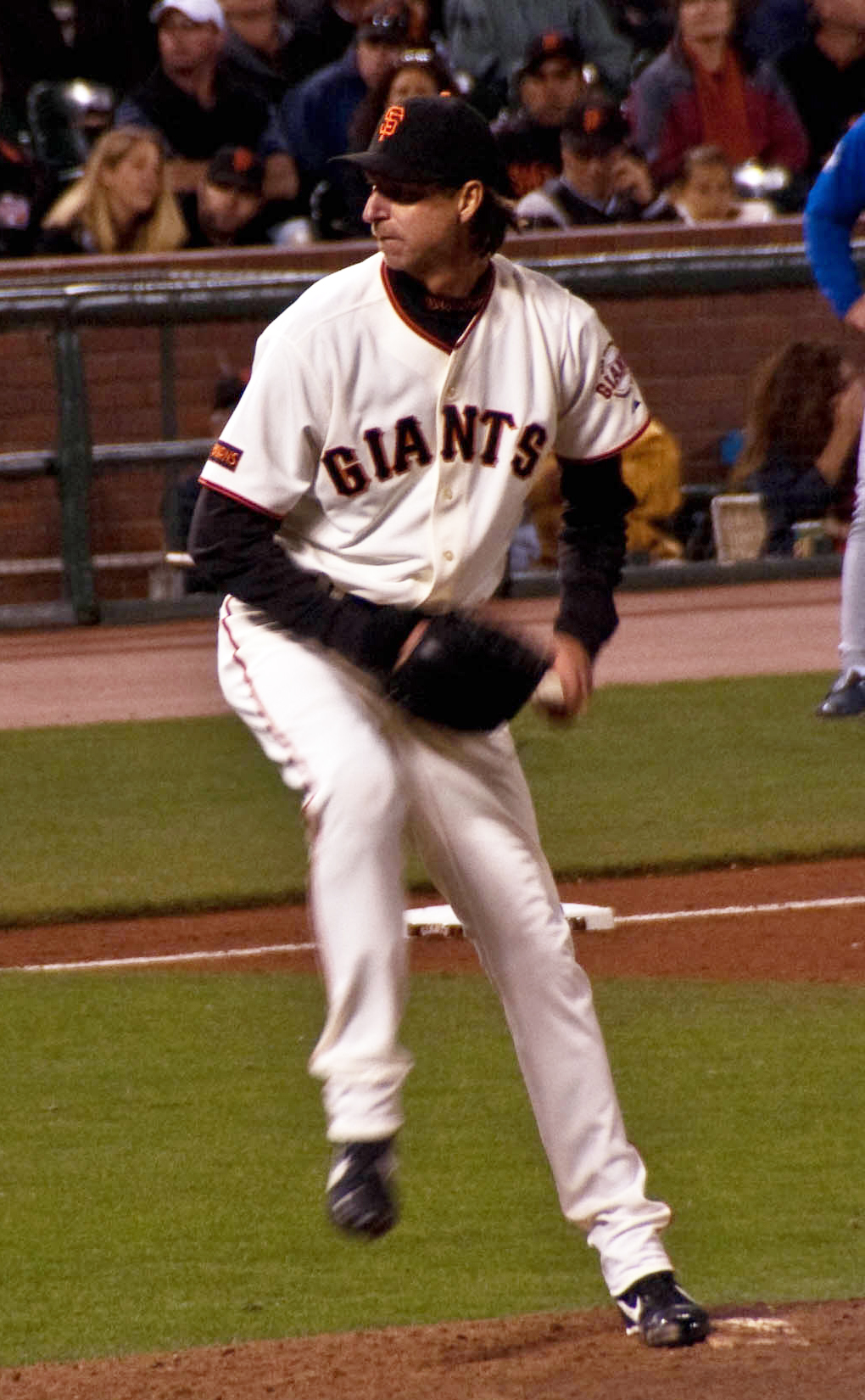
Randy Johnson a remporté sa en carrière alors qu'il évoluait pour les Giants.

Le 26 décembre 2008, Randy Johnson a signé un contrat d'une saison avec les Giants de San Francisco. Le contrat est d'une valeur de 8 millions de dollars. Il remporte 8 victoires contre 6 défaites, ce qui lui permet de devenir en cours de saison le 24e lanceur de l'histoire (et le 5e gaucher) à atteindre le rare plateau des 300 victoires en carrière.
Le 5 janvier 2010, Randy Johnson annonce sa retraite après une carrière de 22 saisons.

## Élection au Temple de la renommée du baseball
Randy Johnson est élu au Temple de la renommée du baseball le 6 janvier 2015. À sa première année d'éligibilité, l apparaît sur 97,3 % des bulletins de vote, alors qu'un minimum de 75 % est nécessaire pour entrer au Panthéon. Son pourcentage de votes est le 8e plus haut de l'histoire, le plus haut depuis Cal Ripken, Jr. (98,5 %) et Tony Gwynn (97,6 %) en 2007 et le plus haut pour un lanceur depuis Nolan Ryan (98,7 %) en 1999. Johnson domine un bulletin sur lequel se retrouve aussi les nouveaux élus Pedro Martinez, John Smoltz et Craig Biggio, qui feront tout comme lui leur entrée au Panthéon de Cooperstown le 26 juillet 2015.

## Classements et honneurs
- Élu cinq fois le meilleur lanceur de la ligue (1995, 1999, 2000, 2001, 2002)
- Élu le meilleur joueur des Séries mondiales en 2001 (avec Curt Schilling)
- 20 retraits sur les prises en 9 manches en 2001.
- Plus grand nombre de retraits sur des prises en carrière par un lanceur gaucher.
- A réussi un match parfait et un match sans point ni coup sûr.

Il a participé au film Little Big League, réalisé par Andrew Scheinman en 1994, qui se déroule dans l'univers du baseball.